# Candice Lebreton
 (janvier 2022).
Pour les articles homonymes, voir Lebreton.
Candice Lebreton, née le 19 mars 1998 au Blanc Mesnil (Seine Saint Denis), est une judokate française évoluant dans la catégorie des moins de 70 kg licenciée au Blanc-Mesnil Sport Judo de Blanc Mesnil. Elle obtient une médaille de bronze aux championnats du monde juniors, de 2018 à Nassau (Bahamas), ainsi qu'une médaille de bronze au championnat d'Europe Universitaire de 2017 à Coimbra (Portugal). Elle remporte une médaille d'argent au championnat d'Europe par équipe junior de 2018.
Elle mène en parallèle des études universitaires, elle est étudiante à la Faculté de Droit de Paris 1, Panthéon Sorbonne depuis 2015.

## Biographie

### Scolarité
Candice Lebreton a commencé son parcours scolaire à l'âge de 2 ans et demi sur la commune de Chelles (77) et le poursuit au collège de la même circonscription. Elle terminera ses études secondaires, jusqu'au baccalauréat, sur la commune de Vaujours (93). Elle entrera ensuite dans le cadre de ses études supérieures à la faculté de Paris 1 Panthéon Sorbonne.
Elle oriente, dans cette université, ses études vers une licence de droit privé, un master 1 de droit pénal et sciences criminelles, et un D.U. lorsqu'elle intègre en 2021/2022 l'Institut d'Étude Judiciaire de la Sorbonne Jean Domat afin de se préparer pour le concours d'entrée à l'École nationale de la magistrature.

### Carrière sportive
Après avoir essayé l'équitation, le roller de compétition, elle vient à pratiquer le judo à l'âge de 10 ans. Tout d'abord au club de judo de Chelles (77), ensuite au club de judo de Gournay sur marne (93), au Judo Club Raincy Villemomble (93), où elle débutera les compétitions nationales et Internationales, pour arriver dans son club actuel, le Blanc Mesnil Sport Judo (93).
Durant cette période, elle changera de catégorie de poids, et d'âge, tout en étant toujours présente sur quasiment tous les podiums. Elle est de nombreuses fois sélectionnée pour les championnats de France, et tout autant, ceux par équipe.
Elle entre à l'INSEP en 2015, après être vice championne de France (-18 ans) et médaillée de bronze au championnat de France (-21 ans).
Elle quitte d'elle même cette structure pour devenir en 2018 (l'année de sa licence en droit), championne de France première division (-21 ans), médaillée d'argent au Championnat d'Europe par équipe (-21 ans), médaillée de bronze au Championnat du monde (-21 ans),,, avec l'aide de son club actuel qui lui apprend à exploiter son potentiel, et garder confiance en elle[réf. nécessaire].
Elle sera sélectionnée pour le grand prix de Tel Aviv (Israël) en janvier 2019.
Elle est choisie par son club pour le représenter le 20 décembre 2018 à la Soirée des étoiles organisée par la ville de Blanc Mesnil aux côtés d'autres sportifs[Lesquels ?] méritants[Quoi ?].
Elle s'inscrira[Quand ?] dans les structures scolaires sportives qu'elle fréquente, (UNSS) et universitaires (Fédération Française du Sport Universitaire) où elle sera médaillée d'or (2017) et médaillée de bronze (2018) au championnat de France universitaire, puis médaillée de bronze au championnat d'Europe universitaire à Coimbra (Portugal) en 2017.

### Hobbies
Outre le droit et le sport, elle se passionne pour la musique (Elle compose également, joue du piano, et de la guitare) , le cinéma et, plus récemment le dessin

## Palmarès judo
| Année | Compétitions                                   | Lieu                | Résultat | Catégorie | Club ou Université             |
| ----- | ---------------------------------------------- | ------------------- | -------- | --------- | ------------------------------ |
| 2013  | Tournoi international (-18 ans),               | Harnes              | 1e       | -70 kg    | Judo Club Raincy Villemomble   |
| 2014  | Tournoi international (-18 ans)                | Cannes              | 5e       | -70 kg    | Judo Club Raincy Villemomble   |
| 2014  | Championnat de France (-18 ans)                | Ceyrat              | 5e       | -70 kg    | Judo Club Raincy Villemomble   |
| 2014  | Tournoi international (-18 ans)                | Harnes              | 1e       | -70 kg    | Judo Club Raincy Villemomble   |
| 2015  | Tournoi international (-18 ans)                | Cannes              | 3e       | -70 kg    | Judo Club Raincy Villemomble   |
| 2015  | Championnat de France (-18 ans),               | Ceyrat              | 2e       | -70 kg    | Judo Club Raincy Villemomble   |
| 2015  | Championnat de France 1ère Division (-21 ans), | Lyon                | 3e       | -70 kg    | Judo Club Raincy Villemomble   |
| 2016  | Championnat de France 1ère Division (-21 ans)  | Lyon                | 7e       | -70 kg    | Judo Club Raincy Villemomble   |
| 2018  | Championnat de France 1ère Division (-21 ans)  | Villebon sur Yvette | 1e       | -70 kg    | BMSJ (Blanc Mesnil Sport Judo) |
| 2019  | Tournoi international (+21 ans)                | Noisy le grand      | 2e       | -70 kg    | BMSJ (Blanc Mesnil Sport Judo) |
| 2019  | Championnat de France 1ère Division (+21 ans), | Amiens              | 3e       | -70 kg    | BMSJ (Blanc Mesnil Sport Judo) |
| 2021  | Tournoi international (+21 ans)                | Noisy le grand      | 1e       | -70 kg    | BMSJ (Blanc Mesnil Sport Judo) |
| 2021  | Championnat de France 1ère Division (+21 ans)  | Perpignan           | 7e       | -70 kg    | BMSJ (Blanc Mesnil Sport Judo) |

| Année | Compétitions                                  | Lieu               | Résultat | Catégorie | Club ou Université        |
| ----- | --------------------------------------------- | ------------------ | -------- | --------- | ------------------------- |
| 2017  | Championnat de France Universitaire (+21 ans) | Vitrolles          | 1e       | -70 kg    | Paris1, Panthéon Sorbonne |
| 2017  | Championnat d'Europe Universitaire (+21 ans), | Coimbra (Portugal) | 3e       | -70 kg    | Paris1, Panthéon Sorbonne |
| 2018  | Championnat de France Universitaire (+21 ans) | Orléans            | 3e       | -70 kg    | Paris1, Panthéon Sorbonne |

| Année | Compétitions                         | Lieu                      | Résultat | Catégorie | Club ou Université            |
| ----- | ------------------------------------ | ------------------------- | -------- | --------- | ----------------------------- |
| 2013  | Tournoi international Open (-18 ans) | Dudelange (Luxembourg)    | 1e       | -70 kg    | Judo Club Raincy Villemomble  |
| 2014  | Tournoi (-18 ans)                    | Bois du Casier (Belgique) | 1e       | -70 kg    | Judo Club Raincy Villemomble  |
| 2015  | Tournoi international Open (-21 ans) | Eindhoven (Pays Bas)      | 5e       | -70 kg    | Judo Club Raincy Villemomble  |
| 2018  | European Cup (-21 ans)               | Lignano (Italie)          | 5e       | -70 kg    | Comité Seine Saint Denis Judo |

| Année | Compétitions                                  | Lieu                | Résultat | Catégorie | Club ou Université             |
| ----- | --------------------------------------------- | ------------------- | -------- | --------- | ------------------------------ |
| 2015  | Tournoi international (-18 ans)               | Dijon               | 1e       | +63 kg    | Judo Club Raincy Villemomble   |
| 2015  | Championnat de France (-18 ans),              | Paris               | 1e       | +63 kg    | Judo Club Raincy Villemomble   |
| 2017  | Championnat de France (-18 ans)               | Paris               | 7e       | -70 kg    | Judo Club Raincy Villemomble   |
| 2019  | European club Championships (+21 ans)         | Odivelas (Portugal) | 5e       | -70 kg    | Comité Seine Saint Denis Judo  |
| 2020  | Championnat de France 1ère Division (+21 ans) | Brest               | 7e       | -70 kg    | BMSJ (Blanc Mesnil Sport Judo) |
| 2021  | Championnat de France 1ère Division (+21 ans) | Perpignan           | 7e       | -70 kg    | BMSJ (Blanc Mesnil Sport Judo) |
| 2021  | Europa League (+21 ans),                      | Prague (Tchéquie)   | 3e       | -70 kg    | BMSJ (Blanc Mesnil Sport Judo) |

| Année | Compétitions                              | Lieu                | Résultat | Catégorie | Club ou Université         |
| ----- | ----------------------------------------- | ------------------- | -------- | --------- | -------------------------- |
| 2015  | European Cup (-18 ans)                    | Zagreb (Croatie)    | 5e       | -70 kg    | Equipe de France (-21 ans) |
| 2018  | Eurpean Cup (-21 ans),                    | Leibnitz (Autriche) | 3e       | -70 kg    | Equipe de France (-21 ans) |
| 2018  | Championnat d'Europe par équipe (-21 ans) | Sofia (Bulgarie)    | 2e       | -70 kg    | Equipe de France (-21 ans) |
| 2018  | Championnat du monde (-21 ans),           | Nassau (Bahamas)    | 3e       | -70 kg    | Equipe de France (-21 ans) |
| 2018  | Championnat du monde par équipe (-21 ans) | Nassau (Bahamas)    | 5e       | -70 kg    | Equipe de France (-21 ans) |